# Simon Geschke
Simon Geschke (nascido em 13 de março de 1986, em Berlim) é um ciclista profissional alemão. Atualmente, compete para a equipe Cofidis.

## Resultados nas grandes voltas e campeonatos do mundo
| Corrida                | 2007 | 2008 | 2009 | 2010 | 2011 | 2012 | 2013 | 2014 | 2015 |
| ---------------------- | ---- | ---- | ---- | ---- | ---- | ---- | ---- | ---- | ---- |
| Giro d'Italia          | -    | -    | -    | -    | -    | -    | -    | 69°  | 89°  |
| Tour de France         | -    | -    | 113º | -    | -    | -    | 75º  | -    | -    |
| Vuelta a España        | -    | -    | -    | -    | 115º | 71º  | -    | -    | -    |
| Mundial em Estrada     | 92º  | 31º  | -    | -    | -    | 72º  | 14º  | 39º  | -    |
| Mundial Contrarrelógio | -    | -    | -    | -    | -    | -    | -    | -    | -    |

-: não participa 

Ab.: abandono